# Jack Straw (rebelde)
Jack Straw (probablemente la misma persona que John Rakestraw o Rackstraw) fue uno de los tres líderes (junto con John Ball y Wat Tyler) de la revuelta campesina de 1381, un acontecimiento importante en la historia de Inglaterra.

## Biografía
Poco se sabe de los líderes del levantamiento. Se ha sugerido que, Jack Straw, podría haber sido predicador, pero su nombre puede ser un seudónimo. Algunos estudiosos han argumentado que el nombre era en realidad un seudónimo de Wat Tyler o de otro líder campesino. Todos ellos parecen haber utilizado seudónimos, sumándose a la confusión.
Varios cronistas de la época, como Henry Knighton hace alusión a Straw dentro de la revolución campesina. Thomas Walsingham, otro cronista dice de Straw que era un sacerdote y fue el segundo al mando de los rebeldes de Bury St Edmunds y Mildenhall. Esta historia es probablemente el resultado de la confusión con John Wrawe, un sacerdote que era el párroco de Ringfield, cerca de Beccles en el condado de Suffolk, y que parece haber llevado a la insurgencia al propio condado. Walsingham, además, hace mención de que Straw y sus seguidores asesinaron a dos figuras notables en Bury y, después de llegar a la capital, a varios de los flamencos residentes, una acusación también hecha por el también cronista y contemporáneo Froissart. Sin embargo, de acuerdo a la información contenida por la iglesia de Santa María en Great Baddow, Essex, Jack Straw, condujo a una multitud enardecida desde el camposanto de la propia iglesia a la lucha, siendo referido en otro momento como el líder de los rebeldes que llegaron desde Essex (y a Wat Tyler como el dirigente de los rebeldes de Kent).
Por lo general, es admitida la descripción de su ejecución en 1381, junto con las otras figuras principales de la revuelta. Aunque otra vez, los cronistas de la época, difieren. Froissart manifiesta que tras la muerte de Tyler en Smithfield, Straw (junto con John Ball), fue encontrado "en una antigua casa escondida", y decapitado. Walsingham, a su vez, da una larga (y muy probablemente inventada) confesión en la que afirma que los planes de Straw y de los insurgentes eran matar al rey, "todos los terratenientes, obispos, monjes, canónigos y rectores de iglesias", y crear sus propias leyes, y prender fuego a Londres.
Las crónicas posteriores de Raphael Holinshed y John Stow, además de detallar la supuesta confesión, repiten la historia, inventada ya en el siglo XV, de que Jack Straw, alias John Tyler, fue provocado en sus acciones por el asalto perpetrado contra su hija por un recaudador de impuestos.

## Jack Straw en la cultura inglesa
Tanto si Jack Straw fue una persona real, como si fue el seudónimo usado por Wat Tyler, o simplemente el resultado de una confusión por parte de los cronistas alejados de los acontecimientos que estaban describiendo, éste pasó a formar parte de la narrativa popular de la revuelta y por consiguiente de Inglaterra.
Straw es mencionado en Los cuentos de Canterbury (de Geoffrey Chaucer), en The Nun's Priest's Tale, como líder de la turbamulta.
Straw fue el principal personaje en torno al cual se desarrolla la crónica anónima pero dramática de 1593 sobre los acontecimientos de la insurrección, The Life and Death of Jack Straw. . En la era moderna, los más que confusos informes de los acontecimientos fueron brevemente satirizados en 1066 and All That (parodia de Whig history), afirmando que los campesinos se rebelaron "en varios dominios a las órdenes de tantos líderes como Black Kat, Straw Hat, John Bull y What Tyler?", con el objetivo incluso de intentar "saber [...] cuál de ellos era el líder de la Rebelión".
A Straw se le dedicó el nombre de un pub en Londres. El Jack Straw's Castle, con la reputación de ser el pub más alto de Londres, tomó su nombre de la historia probablemente inventada de que Straw aleccionaba a los grupos de rebeldes desde un carro de heno que se conoció como "el Castillo de Jack Straw"".
El político británico John Whitaker Straw adoptó el nombre de Jack Straw, al parecer, en honor del líder rebelde.